# 指紋掃描器

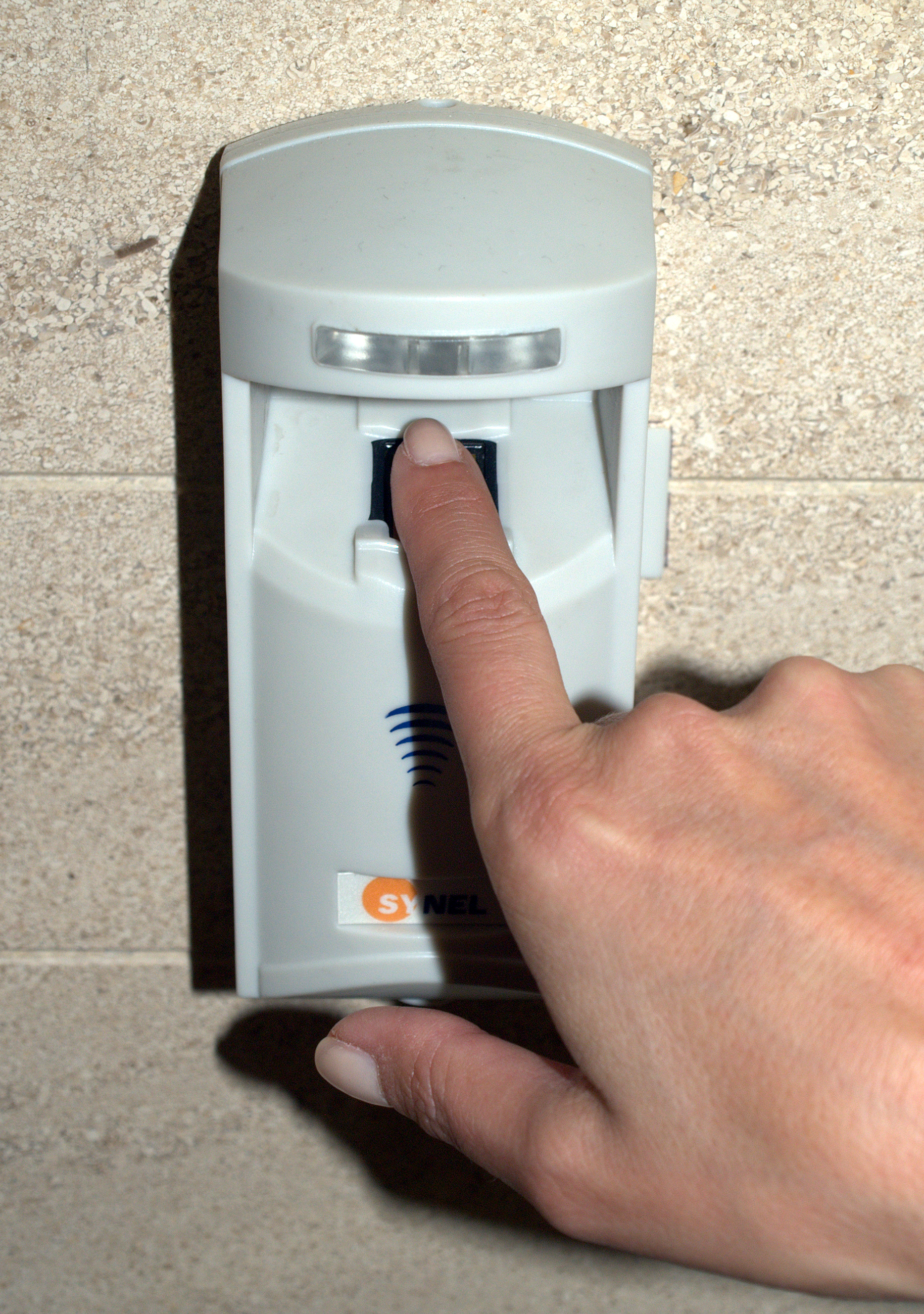
獨立的指紋掃描器，例如在建築物入口處使用的指紋掃描器

指紋掃描器（英語：Fingerprint scanner）是生物識別的安全系統。它們用於警察局、保全行業、智慧型手機和其他行動裝置。

## 功能
每個人的手指上都有紋路，這些高處與低處再加上彎曲的弧度，形成每個人都不同的生物特徵，這種紋路被稱為指紋。指紋非常詳細，在個人的一生中是耐用的而且很難改變。由於有無數的組合，指紋已成為一種理想的識別手段。

## 指紋掃描器的類型
指紋掃描器有四種類型：光學掃描器、電容掃描器、超音波掃描器和溫差感應掃描器。每種掃描器的基本功能是獲取一個人的指紋圖像，並在其資料庫中找到匹配的指紋。指紋圖像品質的測量是每英寸點數（DPI）。 
- 光學掃描器使用數碼相機拍攝指紋的視覺圖像，再將建檔的指紋分析比對。體積較大，準確率沒那麼高，但較不易受髒污影響。
- 電容或CMOS掃描器使用微型電容器，將皮膚組成電容列陣形成指紋圖像。這類的掃描器往往在精度方面出類拔萃，但容易受汗水或髒汙影響。
- 超音波掃描器使用感測器發射超音波穿透皮膚表皮（外）層，藉由空氣密度差異建構出3D圖像。造價較為昂貴，雖然讀取速度較慢、但準確率高。
- 溫差感應掃描器可以感知指紋高處與低處之間接觸表面的溫差獲得指紋圖像。掃描速率非常快。

所有指紋掃描器都容易被一種技術所騙過，該技術包括拍攝指紋、使用特殊軟體處理照片以及使用3D印表機列印指紋複製品。

## 應用

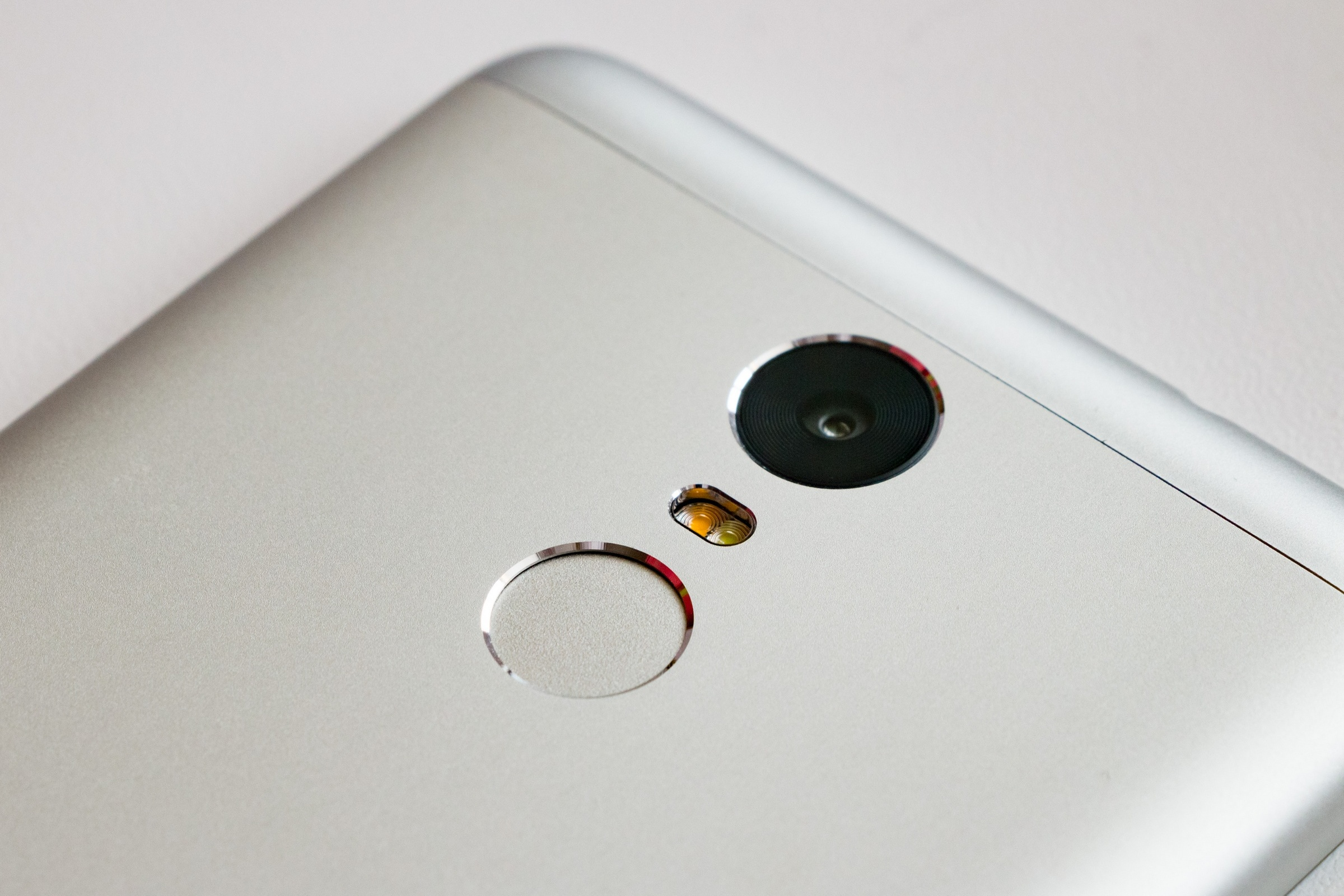
智慧手機上的指紋掃描器。

自2000年以來，電子指紋掃描器作為消費類電子產品的安全應用被導入。指紋掃描器可用於登錄身份驗證和電腦使用者的身份識別。然而，一些不太複雜的感測器被發現容易受到相當簡單的欺騙方法，例如利用凝膠或膠帶製作假指紋。2006年，指紋掃描器在筆記型電腦市場廣受歡迎。筆記型電腦中的內置感測器，如ThinkPad、VAIO、惠普 Pavilion和惠普 EliteBook筆記型電腦，以及其他類似滾輪按鈕的文檔滾動運動探測器。
最早將指紋掃描集成到手機中的兩家智慧型手機製造商是2011年的摩托羅拉 Atrix 4G和2013年9月10日的蘋果 iPhone 5s。iPhone 5s發表的一個月後，宏達電推出了HTC One Max，其中還包括指紋辨識。2014年4月，三星發佈了Galaxy S5，它整合了實體Home鍵上的指紋掃描器。
在iPhone 5s發表後，一群德國駭客組織「Chaos Computer Club」於2013年9月21日宣佈，他們騙過了蘋果新的Touch ID指紋掃描器，他們以石墨粉或瞬乾膠從玻璃表面採集到指紋後，將之拍攝成2400 dpi的高解析照片，之後再以相片編輯軟體詳細處理，並運用解析度達1200 dpi的雷射印表機將指紋列印至透明膠片。然後，只要將粉紅色乳膠或白色樹脂塗到印有指紋的膠片上，凝固後就可從膠片撕下、吹氣並黏到手指上，完成假造的指紋。該組織的發言人Frank Rieger表示：「指紋隨處可得，且超級容易造假，根本無法為裝置保密，因此他們藉由上述實驗來破除指紋辨識的迷思，希望大眾不要再被開發生物識別技術的廠商愚弄」。 2015年9月，蘋果在iPhone 6s的Home鍵中加入指紋掃描器。使用Touch ID指紋掃描器可解鎖螢幕或購買行動應用程式。 自2015年12月以來，市場上有了更便宜的指紋辨識智慧型手機，例如售價100美元的UMI Fair手機。三星於2014年在其中階Galaxy A系列智慧型手機上加入指紋掃描器。